# Bouea oppositifolia
Bouea oppositifolia là một loài thực vật có hoa trong họ Đào lộn hột. Loài này được (Roxb.) Adelb. mô tả khoa học đầu tiên năm 1948.